# Panoplosaurus
Panoplosaurus ("Lagarto completamente blindado") é um gênero de dinossauro nodossaurídeo conhecido por bons crânios e esqueletos. Os fósseis datam do Cretáceo Superior, 80~72,8 Ma. Ele foi achado em Alberta. Thomas R. Holtz Jr. deu um comprimento de 7 metros e o peso de um Rinoceronte.
O Panoplosaurus é conhecido com base em apenas dois esqueletos parciais, um dos quais preserva parte da blindagem em sua forma original. O esqueleto demonstrou que o Panoplosaurus era incomum entre os nodossaurídeos por não apresentar esporões laterais no pescoço.